# 南門姓
南門姓是漢字複姓之一，在《百家姓》中排第469位。在现代他是极罕见的姓氏。

## 起源
南门姓的来源，据《姓氏考略》所说，是居住在城市南门附近的人用以为氏。或说是掌管南门钥匙的官员后代以此为氏。